# Campionati del mondo di atletica leggera 2023 - Lancio del martello femminile
La specialità del lancio del martello femminile dei campionati del mondo di atletica leggera 2023 si è svolta tra il 23 e il 24 agosto al Centro nazionale di atletica leggera di Budapest, in Ungheria.

## Podio
| Pos.    | Atleta             | Nazionalità | Misura  |
| ------- | ------------------ | ----------- | ------- |
| Oro     | Camryn Rogers      | Canada      | 77,22 m |
| Argento | Janee' Kassanavoid | Stati Uniti | 76,36 m |
| Bronzo  | DeAnna Price       | Stati Uniti | 75,41 m |

## Situazione pre-gara

### Record
Prima di questa competizione, il record del mondo (RM) e il record dei campionati (RC) erano i seguenti.
| Record                | Lancio  | Atleta                   | Data                             | Competizione  |
| --------------------- | ------- | ------------------------ | -------------------------------- | ------------- |
| Record mondiale       | 82,98 m | Anita Włodarczyk Polonia | 28 agosto 2016 Varsavia, Polonia |               |
| Record dei campionati | 80,85 m | Anita Włodarczyk Polonia | 27 agosto 2015 Pechino, Cina     | Mondiali 2015 |

### Campionesse in carica
Le campionesse in carica a livello mondiale e olimpico erano:
| Campionessa | Atleta                      | Lancio  | Data                               | Competizione         |
| ----------- | --------------------------- | ------- | ---------------------------------- | -------------------- |
| Olimpica    | Anita Włodarczyk Polonia    | 78,48 m | 03 agosto 2021 Tokyo, Giappone     | Giochi olimpici 2021 |
| Mondiale    | Brooke Andersen Stati Uniti | 78,96 m | 17 luglio 2022 Eugene, Stati Uniti | Mondiali 2022        |

### La stagione
Prima di questa gara, le atlete con le migliori tre prestazioni dell'anno erano:
| Pos. | Atleta                      | Prestazione | Data                                              |
| ---- | --------------------------- | ----------- | ------------------------------------------------- |
| 1    | Brooke Andersen Stati Uniti | 80,17 m     | 20 maggio 2023 Tucson, Stati Uniti d'America      |
| 2    | Camryn Rogers Canada        | 78,62 m     | 26 maggio 2023 Los Angeles, Stati Uniti d'America |
| 3    | DeAnna Price Stati Uniti    | 78,18 m     | 9 luglio 2023 Eugene, Stati Uniti d'America       |

## Risultati

### Qualificazioni
Le qualificazioni si sono disputate a partire dalle 19:02 del 23 agosto. Accedono alla finale le atlete di ogni Gruppo che raggiungono la misura di 73,00 m (Q) o almeno le 12 migliori performance (q).

#### Gruppo A
| Pos | Atleta                  | Nazionalità   | 1ª prova | 2ª prova | 3ª prova | Risultato | Note                                     |
| --- | ----------------------- | ------------- | -------- | -------- | -------- | --------- | ---------------------------------------- |
| 1   | Hanna Skydan            | Azerbaigian   | 77,10 m  | -        | -        | 77,10 m   | Q                                        |
| 2   | DeAnna Price            | Stati Uniti   | 76,25 m  | -        | -        | 76,25 m   | Q                                        |
| 3   | Camryn Rogers           | Canada        | 70,97 m  | 73,95 m  | -        | 73,95 m   | Q                                        |
| 4   | Sara Fantini            | Italia        | 73,28 m  | -        | -        | 73,28 m   | Q                                        |
| 5   | Jie Zhao                | Cina          | 69,13 m  | 73,23 m  | -        | 73,23 m   | Q                                        |
| 6   | Malwina Kopron          | Polonia       | x        | 71,48 m  | 72,35 m  | 72,35 m   | q                                        |
| 7   | Zheng Wang              | Cina          | 66,73 m  | 71,93 m  | 71,08 m  | 71,93 m   | q                                        |
| 8   | Suvi Koskinen           | Finlandia     | 67,78 m  | 70,81 m  | 67,83 m  | 70,81 m   | Miglior prestazione personale stagionale |
| 9   | Stephanie Ratcliffe     | Australia     | 69,87 m  | 66,93 m  | 67,97 m  | 69,87 m   |                                          |
| 10  | Charlotte Payne         | Gran Bretagna | 64,56 m  | 69,32 m  | 69,57 m  | 69,57 m   |                                          |
| 11  | Krista Tervo            | Finlandia     | x        | 67,53 m  | 68,00 m  | 68,00 m   |                                          |
| 12  | Rose Loga               | Francia       | x        | 67,95 m  | x        | 67,95 m   |                                          |
| 13  | Stamatia Scarvelis      | Grecia        | 67,51 m  | 67,53 m  | x        | 67,53 m   |                                          |
| 14  | Lauren Bruce            | Nuova Zelanda | 67,10 m  | 67,04 m  | x        | 67,10 m   |                                          |
| 15  | Laura Redondo           | Spagna        | 66,87 m  | 66,95 m  | 66,29 m  | 66,95 m   |                                          |
| 16  | Mayra Alexandra Gaviria | Colombia      | 66,14 m  | 66,82 m  | 65,25 m  | 66,82 m   |                                          |
| 17  | Martina Hrašnová        | Slovacchia    | 57,17 m  | 64,83 m  | 66,28 m  | 66,28 m   |                                          |
|     | Jillian Shippee         | Stati Uniti   | x        | x        | x        | nm        |                                          |

#### Gruppo B
| Pos | Atleta                    | Nazionalità   | 1ª prova | 2ª prova | 3ª prova | Risultato | Note |
| --- | ------------------------- | ------------- | -------- | -------- | -------- | --------- | ---- |
| 1   | Silja Kosonen             | Finlandia     | x        | 74,19 m  | -        | 74,19 m   | Q    |
| 2   | Bianca Florentina Ghelber | Romania       | 73,67 m  | -        | -        | 73,67 m   | Q    |
| 3   | Janee' Kassanavoid        | Stati Uniti   | 71,04 m  | x        | 72,70 m  | 72,70 m   | q    |
| 4   | Anna Purchase             | Gran Bretagna | 70,99 m  | 71,31 m  | 67,76 m  | 71,31 m   | q    |
| 5   | Katrine Koch Jacobsen     | Danimarca     | 70,63 m  | 71,25 m  | 70,32 m  | 71,25 m   | q    |
| 6   | Anita Włodarczyk          | Polonia       | 70,36 m  | 71,17 m  | x        | 71,17 m   |      |
| 7   | Rosa Andreina Rodríguez   | Venezuela     | 68,57 m  | x        | 70,81 m  | 70,81 m   |      |
| 8   | Li Ji                     | Cina          | 70,59 m  | 69,17 m  | 68,86 m  | 70,59 m   |      |
| 9   | Alexandra Tavernier       | Francia       | 70,19 m  | x        | 69,42 m  | 70,19 m   |      |
| 10  | Aleksandra Śmiech         | Polonia       | 67,33 m  | x        | 69,76 m  | 69,76 m   |      |
| 11  | Beatrice Nedberge Llano   | Norvegia      | 69,11 m  | 67,98 m  | 66,57 m  | 69,11 m   |      |
| 12  | Grete Ahlberg             | Svezia        | 68,51 m  | 66,94 m  | 69,05 m  | 69,05 m   |      |
| 13  | Brooke Andersen           | Stati Uniti   | x        | x        | 67,72 m  | 67,72 m   |      |
| 14  | Jillian Weir              | Canada        | 65,97 m  | 65,14 m  | 67,48 m  | 67,48 m   |      |
| 15  | Oyesade Olatoye           | Nigeria       | x        | 66,92 m  | 65,76 m  | 66,92 m   |      |
| 16  | Iryna Klymets             | Ucraina       | 65,69 m  | 66,87 m  | x        | 66,87 m   |      |
| 17  | Réka Gyurátz              | Ungheria      | 65,25 m  | 66,81 m  | x        | 66,81 m   |      |
| 18  | Nayoka Clunis             | Giamaica      | x        | 58,10 m  | x        | 58,10 m   |      |

### Finale
La finale si è disputata alle 20:29 (ora locale di Budapest) del 24 agosto.
| Pos.    | Atleta                    | Nazione       | Lanci | Lanci | Lanci | Lanci           | Lanci           | Lanci           | Misura  | Note                                     |
| Pos.    | Atleta                    | Nazione       | 1°    | 2°    | 3°    | 4°              | 5°              | 6°              | Misura  | Note                                     |
| ------- | ------------------------- | ------------- | ----- | ----- | ----- | --------------- | --------------- | --------------- | ------- | ---------------------------------------- |
| Oro     | Camryn Rogers             | Canada        | 77,22 | 77,07 | 76,75 | 75,68           | 76,72           | 74,92           | 77,22 m |                                          |
| Argento | Janee' Kassanavoid        | Stati Uniti   | n     | 76,00 | 76,36 | 73,13           | 75,27           | 75,06           | 76,36 m |                                          |
| Bronzo  | DeAnna Price              | Stati Uniti   | n     | n     | 73,28 | 72,62           | 75,41           | 73,98           | 75,41 m |                                          |
| 4       | Hanna Skydan              | Azerbaigian   | 74,18 | n     | 73,67 | n               | 68,76           | 72,91           | 74,18 m |                                          |
| 5       | Silja Kosonen             | Finlandia     | 73,89 | n     | 72,59 | n               | n               | 73,43           | 73,89 m |                                          |
| 6       | Sara Fantini              | Italia        | 71,94 | 73,85 | 69,42 | 71,79           | 71,82           | n               | 73,85 m | Miglior prestazione personale stagionale |
| 7       | Bianca Florentina Ghelber | Romania       | n     | n     | 73,58 | 72,35           | 73,70           | 72,46           | 73,70 m |                                          |
| 8       | Zheng Wang                | Cina          | 70,29 | 72,14 | n     | n               | n               | n               | 72,14 m |                                          |
| 9       | Katrine Koch Jacobsen     | Danimarca     | 69,89 | 71,33 | 70,04 | Non qualificate | Non qualificate | Non qualificate | 71,33 m | Miglior prestazione personale stagionale |
| 10      | Jie Zhao                  | Cina          | 69,87 | 70,29 | n     | Non qualificate | Non qualificate | Non qualificate | 70,29 m |                                          |
| 11      | Anna Purchase             | Gran Bretagna | n     | 68,82 | 70,29 | Non qualificate | Non qualificate | Non qualificate | 70,29 m |                                          |
|         | Malwina Kopron            | Polonia       | n     | n     | n     | Non qualificate | Non qualificate | Non qualificate | nm      |                                          |